# Kelun
Kelun sono stati un gruppo musicale giapponese J-Rock.
Originariamente, il gruppo nasce con il nome UTARI nel 2006. Il loro primo album, UTARI, viene pubblicato ad aprile. L'album riesce ad entrare nelle classifiche delle produzioni indie facendogli ottenere un discreto successo e permettendogli di imbarcarsi nel loro primo tour, chiamato "February Tour" che comincia proprio a febbraio 2007. A settembre 2007, il gruppo cambia ufficialmente il proprio nome in Kelun.
Il primo album del gruppo, intitolato Astral Lamp, viene pubblicato nel novembre 2007 dalla Sony Music Entertainment Japan. Nello stesso anno, la serie televisiva anime Gintama utilizza il brano SIGNAL, presente nell'album come settima sigla di chiusura. Poco dopo il gruppo debutterà nel loro primo tour nazionale, chiamato "Astral Circuit", che li porterà in giro per tutto il Giappone.
A febbraio 2008, il gruppo pubblica il singolo SIXTEEN GIRL, che viene utilizzato come tema musicale della trasmissione televisiva JapanCountdown. Ad aprile i Kelun partono per il loro ennesimo tour, chiamato "April Tour". A maggio 2008, il bassista Satou Shuusaku lascia il gruppo e viene sostituito da Yuki. Il secondo singolo del gruppo CHU-BURA, pubblicato nel luglio 2008, invece viene utilizzata come ottava sigla di apertura dell'anime Bleach, contribuendo notevolmente al lancio della carriera del gruppo.

## Formazione
- Ryousuke Kojima (児嶋亮介?, Kojima Ryousuke), nato a Chiba il 5 dicembre 1979. Cantante, chitarrista e pianista.
- Yukito (如人?, Yukito), nato a Chiba il 5 febbraio. Bassista.
- Masahiro Kajitani (梶谷雅弘?, Kajitani Masahiro), nato a Tottori il 20 gennaio 1982. Batterista.

## Discografia

### Album ed EP
- 1º novembre 2007 - Astral Lamp
- 3 settembre 2008 - KELUN

### Singoli
- 20 febbraio 2008 - SIXTEEN GIRL
- 2 luglio 2008 - CHU-BURA[2]
- 24 giugno 2009 - Hitori Bun No Ai feat. Ebisu Miho